# Olivia Lonsdale

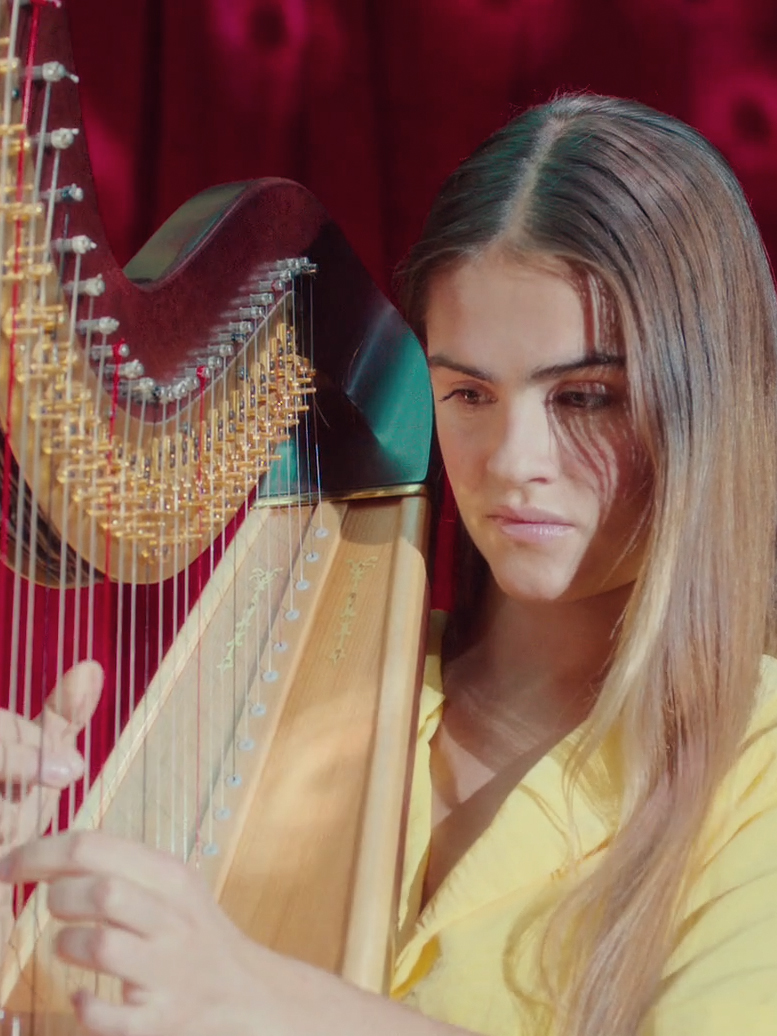
Olivia Lonsdale (2017)

Olivia Tsuki Lonsdale (* 27. Oktober 1994 in Amsterdam) ist eine niederländische Schauspielerin.

## Leben
Lonsdale ist die Tochter eines Briten und einer Niederländerin. Sie hat die allgemeine Sekundarschulbildung. 2013 sprach sie für eine Schauspielschule vor, wurde aber abgelehnt. Erste Bekanntheit erlangte sie, indem sie im Musikvideo zum Lied Drank & Drugs von Ronnie Flex und Lil' Kleine mitwirkte.
2015 hatte sie im Spielfilm Prins ihr Schauspieldebüt. Im selben Jahr folgte eine Besetzung im Kurzfilm Wir sind keine Königskinder. 2016 hatte sie eine Episodenrolle in A'dam - E.V.A. In Deutschland wurde sie 2017 einem breiten Publikum durch ihre Hauptrolle im Spielfilm Silk Road – Könige des Darknets bekannt. Im selben Jahr war sie in dem Coming-of-Age-Film Monk und zwei Kurzfilmen zu sehen. 2018 spielte sie in zwei Fernsehfilmen mit, 2019 hatte sie eine Rolle im Kurzfilm Eyes on the Road, im Spielfilm De belofte van Pisa, eine Episodenrolle in Random Shit und war in zwei Episoden der Mini-Fernsehserie Stanley H. zu sehen.

## Filmografie
- 2015: Prince (Prins)
- 2015: Wir sind keine Königskinder (Geen Koningen in ons Bloed) (Kurzfilm)
- 2016: A'dam - E.V.A. (Fernsehserie, Episode 3x02)
- 2017: Silk Road – Könige des Darknets (Silk Road) (Fernsehfilm)
- 2017: Monk
- 2017: Botanica (Kurzfilm)
- 2017: Sirene (Kurzfilm)
- 2018: Yep! (Fernsehfilm)
- 2018: Free Fight (Fernsehfilm)
- 2019: Vals
- 2019: Random Shit (Fernsehserie, Episode 1x05)
- 2019: Eyes on the Road (Kurzfilm)
- 2019: Stanley H. (Mini-Fernsehserie, 2 Episoden)
- 2019: De belofte van Pisa